# 安迪·歐文
安迪·歐文（Andy Irvine，1942年6月14日—），愛爾蘭民俗音樂家 ，歌手，詞曲作者，也是流行樂團Planxty的創始成員。他是一位多才多藝的音樂家，精通曼陀林，布祖基琴，曼陀，愛爾蘭吉他，口琴和手風琴。

## 資料
- Andy Irvine - Official site （页面存档备份，存于）
- China to Galway (fan site)
- Andy Irvine Songbook （页面存档备份，存于）